# شرکت هواپیماسازی داگلاس

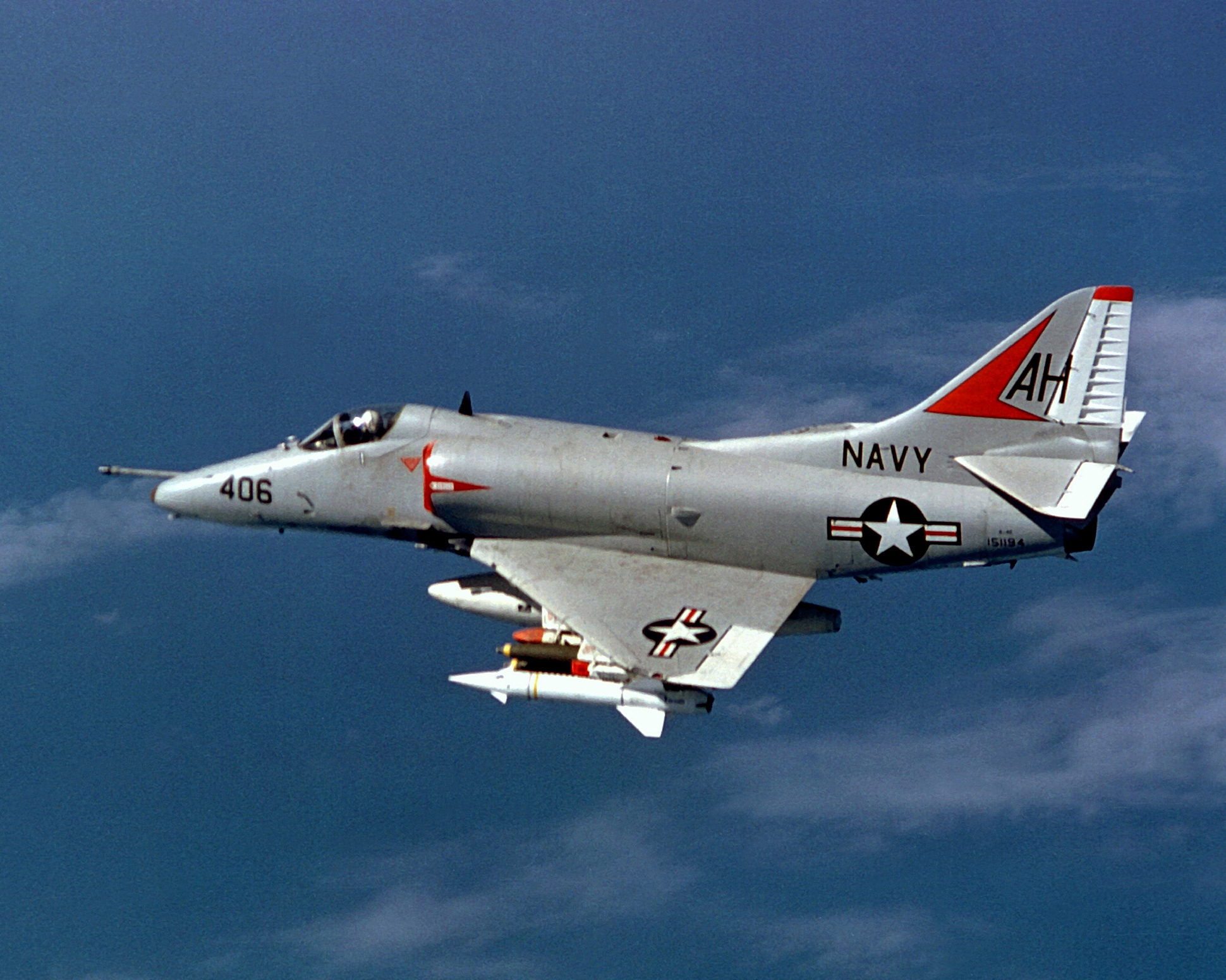
جنگنده داگلاس ای-۴ اسکای‌هاوک

شرکت هواپیماسازی داگلاس (به انگلیسی: Douglas Aircraft Company) شرکت هوافضای آمریکایی بود که در سال ۱۹۶۷ با شرکت مک‌دانل ادغام شد و مک‌دانل داگلاس را تشکیل دادند.
شرکت هواپیماسازی داگلاس در سال ۱۹۲۱ توسط دونالد ویلس داگلاس در شهر لانگ بیچ تأسیس شد. از مهم‌ترین طرح‌های اجرا شده توسط شرکت داگلاس می‌توان به داگلاس ای-۴ اسکای‌هاوک، داگلاس دی‌سی-۳، داگلاس دی‌سی-۴ و داگلاس ای-۱ اسکایریدر، ساخت ساترن ۵، موشک‌های سری تور و موشک‌های سری دلتا، همچنین شرکت در پروژه‌های بوئینگ سی-۱۷ گلوبمستر ۳ و ایم-۷ اسپارو اشاره کرد.